# 水鹤
水鹤是用于向蒸汽机车的水柜或煤水车提供大量水的设备。由于蒸汽机车消耗许多水，水鹤曾是铁路车站常見的基础设施之一，通常位于站台的一端，以便在停靠站台时补水。

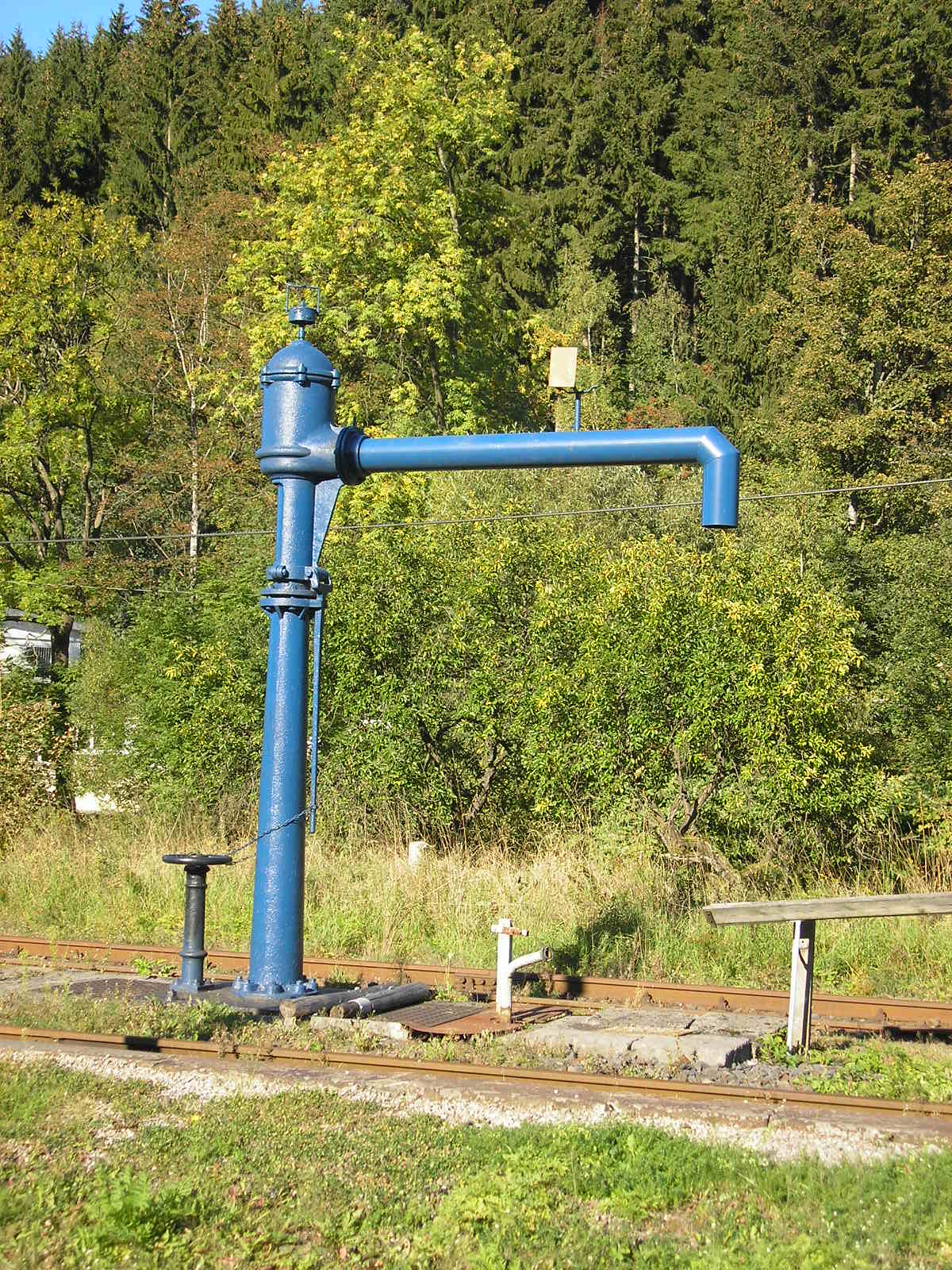
德国施蒂策巴赫的水鹤

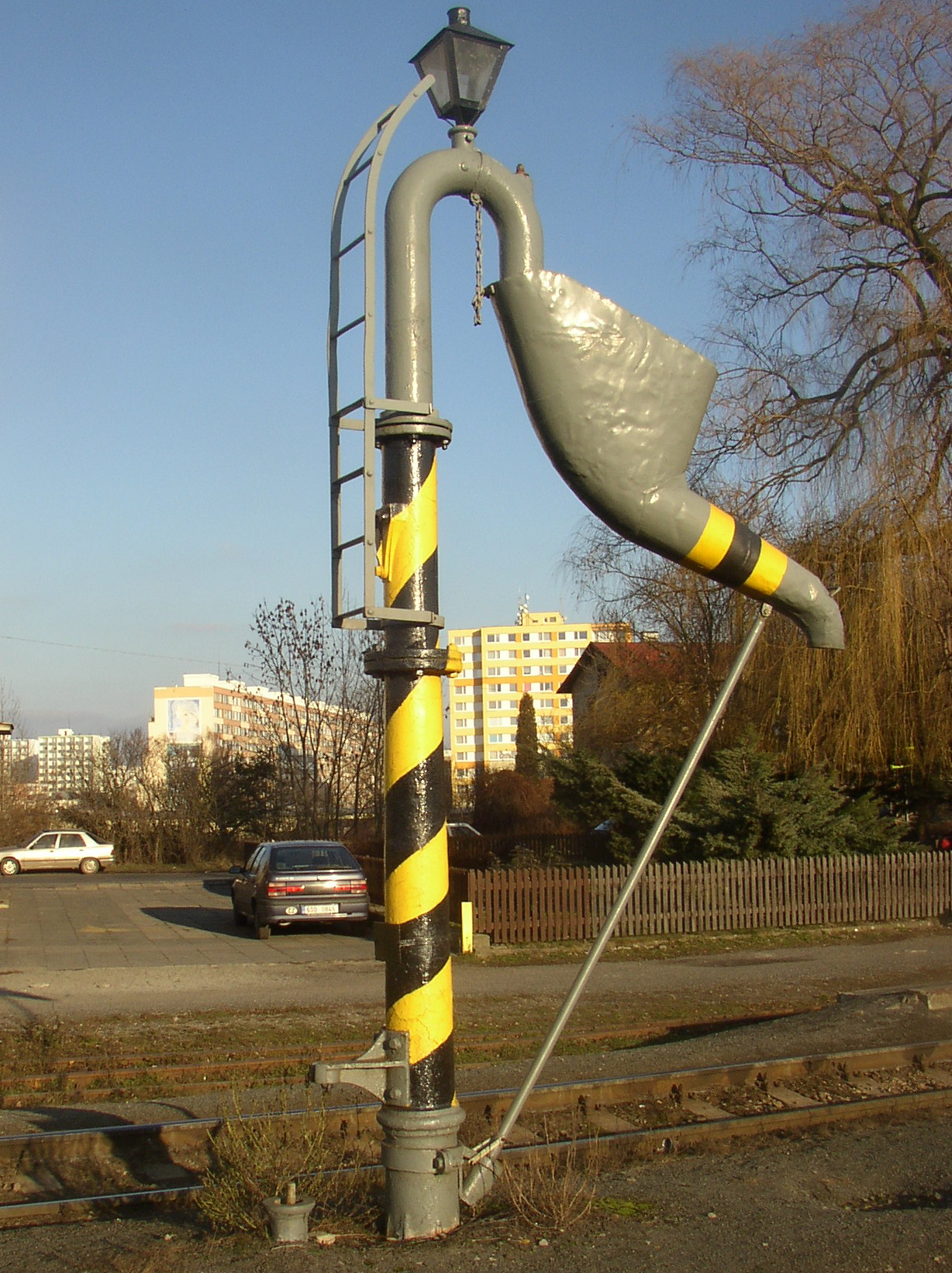
捷克克拉德诺的水鹤